# Conão de Apameia

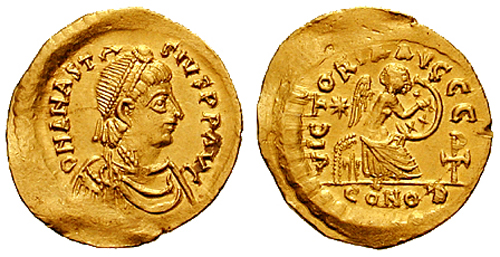
Semisse de r.

Conão (em latim: Conon) foi um oficial e eclesiástico bizantino. Era de origem isaura e havia nascido em algum momento no final do século V em Psímata. Era filho de Fusciano e segundo alegado erroneamente por algumas fontes posteriores era também irmão do imperador Zenão (r. 474–475; 476–491) e do general Longino 6. Sua carreira inicial, embora desconhecida, certamente foi militar como indicado pelas fontes. Tornou-se bispo de Apameia, na Síria, após 20 de abril de 483, quando seu predecessor Fócio ainda estava em ofício. Em 484, contudo, foi reconvocado por Zenão para combater o rebelde Ilo; aparentemente o imperador estimava-o muito.
Conão desaparece das fontes por alguns anos, sendo novamente citado apenas sob Anastácio I Dicoro (r. 491–518), quando combateu, ao lado dos rebeldes, na Guerra Isaura instigada por uma revolta isaura contra o imperador. Ele esteve presente na importante derrota rebelde na batalha de Cotieu de 492 e por 493 faleceria em decorrência de feridas recebidas nos conflitos com o general Diogeniano próximo de Claudiópolis.